# Ethniki Odos 75
Die Ethniki Odos 75 (griechisch Εθνική Οδός 75 ‚Nationalstraße 75‘) ist eine Straßenverbindung in Griechenland. Sie ist die einzige Nationalstraße auf der Insel Chios.

## Verlauf
Die Straße beginnt in Kallimasia (Καλλιμασιά) im Südosten der Insel Chios und führt parallel zu deren Ostküste nach Norden durch die Stadt Chios und weiter entlang der Küste über Vrontados (Βροντάδος) und Langada nach Kardamyla (Καρδάμυλα), wo sie in eine Nebenstraße übergeht.